# Уругвай (річка)
Уругвай (ісп. Río Uruguay [ˈri.o wɾuˈɣwaj]; порт. Rio Uruguai [ˈʁi.u uɾuˈɡwaj]) — річка в Південній Америці. 

## Географія

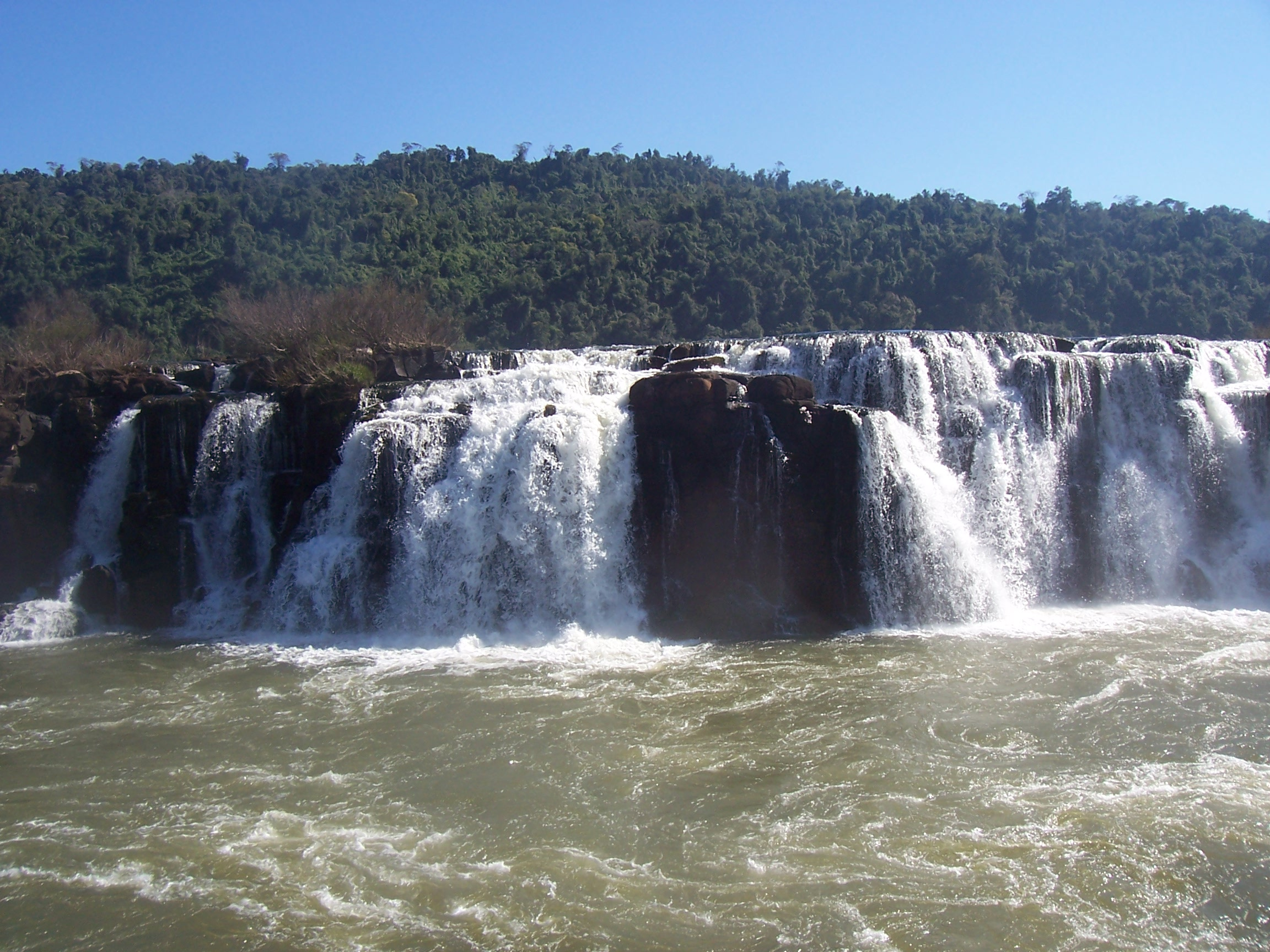
Водоспад Мокона на річці Уругвай

Річка тече з півночі на південь і позначає кордон між Бразилією, Аргентиною і Уругваєм, відокремлюючи аргентинські провінції, розташовані між річками Уругвай і Парана від двох інших країн. Річка протікає між бразильськими штатами Санта-Катаріна і Ріу-Ґранді-ду-Сул, позначає східну межу аргентинських провінцій Місьйонес, Корр'єнтес і Ентре-Ріос та західну межу уругвайських департаментів Артигас, Сальто, Пайсанду, Ріо-Неґро, Соріано і Колонія.
Довжина річки 1 500 км і починається в горах Серра-ду-Мар (Бразилія), в точці з координатами 28°09′ пд. ш. 40°0′ зх. д. / 28.150° пд. ш. 40.000° зх. д., де зливаються річки Каноас і Пелотас на висоті близько 2 050 м вище рівня моря. Спочатку річка проходить через нерівну, розбиту місцевість, формуючи водоспади і пороги. Її русло у штаті Ріу-Ґранді-ду-Сул не судноплавне.
Разом з річкою Парана, річка Уругвай формує лиман Ріо-де-ла-Плата. Річка судноплавна до водоспаду Чіко, для морських судів — до міста Пайсанду. Його головна притока — Ріо-Негро (Ріу-Негру), яка починається на півдні Бразилії і протікає 500 км через територію Уругвая до впадіння в річку Уругвай, за 100 км на північ від гирла останньої.
Річка перетинається трьома мостами між Аргентиною і Уругваєм. Від півночі до півдня, це: міст Сальто-Гранде, міст Генерала Артігаса і міст генерала Сан-Мартіна. Площа басейну річки — 370 тис. км². Її головне економічне використання — отримання електроенергії на гідроелектростанції Сальто-Гранде.

## Основні притоки
На території Бразилії: Каноас і Пелотас (які утворюють річку Уругвай), Чапеко (248 км), Пепірі-Гуасу (на кордоні з Аргентиною), Пассо-Фундо (200 км), Варзеа, Іжуі, Піратін (120 км), Ісамакуя і Ібікуї (290 км);
на аргентинській території: Агуапей (310 км), Міріньяй (212 км), Мокорета (140 км) і Гуалегуайчу (268 км);
на уругвайської території: Куараї  (351 км на кордоні з Бразилією), Арапей (240 км), Дайман (210 км), Кегуай (280 км), Ріо-Негро (750 км) і Сан-Сальвадор (100 км).